# Rafa Zimbaldi
Rafael Fernando Zimbaldi, mais conhecido como Rafa Zimbaldi (Campinas, 28 de julho de 1981), é um empresário e político brasileiro, filiado ao Cidadania. 
Foi vereador de Campinas por quatro mandatos e por duas vezes presidiu a câmara municipal. Em 2018, foi eleito deputado estadual por São Paulo com 80.789 votos.

## Carreira política

### Deputado estadual
Em 2018, Rafa se candidatou a deputado estadual, sendo eleito com expressivos 80.789 votos, com 50 mil votos em Campinas, o mais votado da cidade.

### Prefeito
Em 2020, Rafa se candidatou a prefeito de Campinas pelo PL, tendo Annabê, esposa de Carlos Sampaio, como sua vice. Ficou em segundo lugar na eleição com 42,93% dos votos válidos, ficando atrás somente Dário Saadi.